# Škoda 1100 OHC
La Škoda 1101 OHC (Tipo 968) è un'autovettura sportiva da competizione a due posti prodotta dalla AZNP, derivata dalla Škoda 1101 "Tudor" e considerata erede della Škoda Sport. È stata costruita nel 1956.

## Descrizione

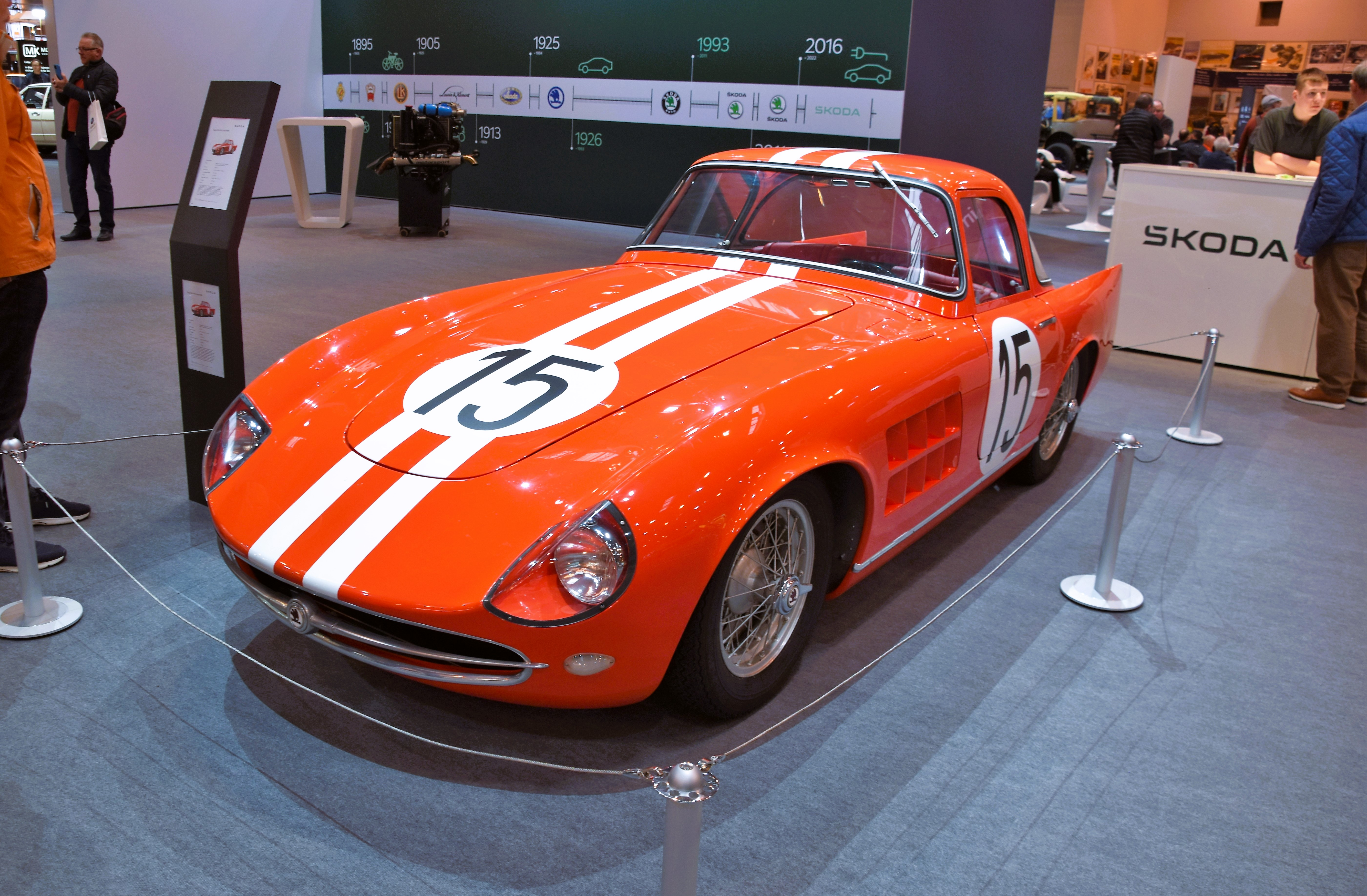
Coupé

La vettura che era stata realizzata per correre alla 24 ore di Le Mans, non fu mai impiegata a causa dell'acuirsi delle tensioni geopolitiche internazionali a fine anni 50 dovute alla cortina di ferro e alla guerra fredda.

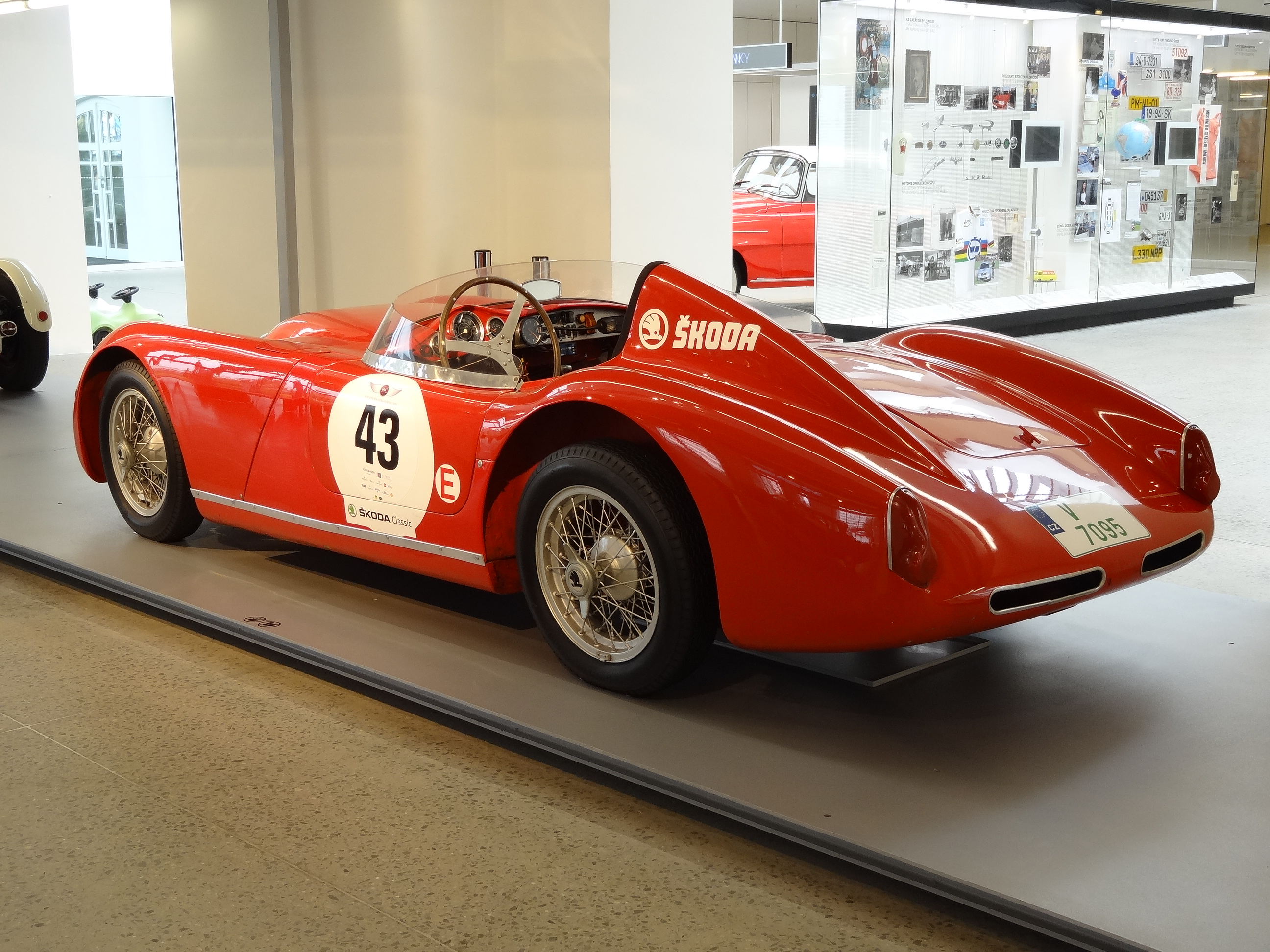
Spider

Il motore a quattro tempi e quattro cilindri in linea raffreddato ad acqua aveva una cilindrata di 1089 cm³ e una potenza di 67,6 kW (92 CV). Grazie al peso di soli 550 kg, poteva raggiungere una velocità di circa 200 km/h. La potenza veniva trasmessa alle ruote posteriori tramite un cambio a 4 marce montato in blocco al motore e un albero cardanico. La struttura semiautoportante aveva un telaio aggiuntivo costituito da tubi a pareti sottili.
Furono costruiti solo cinque esemplari di questo, tre Spider con carrozzeria in plastica e due Coupé con carrozzeria in alluminio.